# Équipe de Corée du Nord féminine de hockey sur glace
Cet article traite de l'équipe féminine. Pour l'équipe masculine, voir Équipe de Corée du Nord de hockey sur glace.
L'équipe de Corée du Nord féminine de hockey sur glace est la sélection nationale de Corée du Nord regroupant les meilleures joueuses nord-coréennes de hockey sur glace féminin lors des compétitions internationales. Elle est sous la tutelle de la Fédération de Corée du Nord de hockey sur glace. La Corée du Nord est classée 43e sur 44 équipes au classement IIHF 2023.

## Résultats

### Jeux olympiques
L'équipe féminine de Corée du Nord n'a jamais participé aux Jeux olympiques.
Lors des Jeux olympiques de Pyeongchang, qui se sont déroulés en Corée du Sud, l'équipe de hockey féminine a participé au tournoi au sein d'une équipe unifiée avec la Corée du Sud. C'est la première fois qu'une équipe unifiée entre deux pays est autorisée à participer aux jeux par le CIO.

### Championnats du monde
- 1990-1997 — Ne participe pas
- 1999 — Deuxième du groupe B des qualifications pour le Groupe B
- 2000 — Dix-septième (1er des qualifications pour le Groupe B)
- 2001 — Douzième (4e du Groupe B)
- 2003 — Quatorzième (6e de Division I)
- 2004 — Quinzième (6e de Division I)
- 2005 — Dix-huitième (4e de Division IIA)
- 2007 — Dix-huitième (3e de Division IIA)
- 2008 — Dix-huitième (3e de Division IIA)
- 2009 — Dix-septième (2e de Division IIA)
- 2011 — Forfait[4]
- 2012 — Vingt-et-unième (1er de Division IIA)
- 2013 — Dix-septième (3e de Division IB)
- 2014 — Dix-septième (3e de Division IB)
- 2015 — Vingtième (6e de Division IB)
- 2016 — Vingt-quatrième (4e de la Division IIA)
- 2017 — Vingt-quatrième (4e de la Division IIA)
- 2018 — Vingt-quatrième (3e de Division IIA) [5]
- 2019 — Vingt-septième (5e de Division IIA)
- 2020 — Pas de compétition en raison de la pandémie de coronavirus[6]
- 2021 — Pas de compétition en raison de la pandémie de coronavirus [7].
- 2022 — Déclare forfait à cause de la pandémie [8].

Note :  Promue ;  Reléguée

### Jeux asiatiques d'hiver
- 1996-1999 — Ne participe pas
- 2003 — Quatrième
- 2007 — Quatrième
- 2011 — Quatrième
- 2017 — Ne participe pas

### Challenge d'Asie
- 2010 —  Troisième
- 2011-2012 — Ne participe pas
- 2014 —  Deuxième
- 2015-2017 — Ne participe pas

### Classement mondial
| Année | Rang | Points | Progression |
| ----- | ---- | ------ | ----------- |
| 2003  | 13   | 650    | -           |
| 2004  | 15   | 1 490  | -2          |
| 2005  | 16   | 1 635  | -1          |
| 2006  | 18   | 1 005  | -2          |
| 2007  | 19   | 1 380  | -1          |
| 2008  | 20   | 1 560  | -1          |
| 2009  | 18   | 1 560  | +2          |
| 2010  | 21   | 1 185  | -3          |
| 2011  | 32   | 595    | -11         |
| 2012  | 31   | 920    | +1          |

| Année      | Rang | Points | Progression |
| ---------- | ---- | ------ | ----------- |
| 2013       | 26   | 1 340  | +5          |
| Fév. 2014  | 29   | 960    | -3          |
| Avril 2014 | 27   | 1 720  | +2          |
| 2015       | 27   | 1 890  | ±0          |
| 2016       | 26   | 1 765  | +1          |
| 2017       | 25   | 1 715  | +1          |
| Fév. 2018  | 28   | 1 715  | -3          |
| Avril 2018 | 28   | 1 690  | ±0          |
| 2019       | 28   | 1 605  | ±0          |
| 2020       | 28   | 1 555  | ±0          |
| 2021       | 27   | 1 520  | +1          |